# Antonio Pedrotti
Antonio Pedrotti (Trento, 14 agosto 1901 – Trento, 15 maggio 1975) è stato un compositore, direttore d'orchestra e direttore di coro italiano.

## Biografia
Nacque a Trento, allora ancora appartenente all'impero asburgico.
Pedrotti fu un musicista completo. Dopo gli studi accademici diventò uno degli allievi prediletti di Ottorino Respighi e ben presto diventò direttore sostituto di Bernardino Molinari a capo dell'Orchestra dell'Accademia Nazionale di Santa Cecilia in Roma. Nel 1932 fu nominato direttore del Liceo musicale e dell'orchestra della Filarmonica di Trento succedendo al maestro Vincenzo Gianferrari. Nel 1960 assunse la carica di direttore stabile dall'Orchestra Haydn di Bolzano e Trento, ruolo che ricoprì fino al 1975, anno della sua morte.

Diresse, fra l'altro, l'Orchestra del Teatro alla Scala, l'orchestra dell'Angelicum di Milano e l'Orchestra Sinfonica di Vienna solisti come Arturo Benedetti Michelangeli e David Oistrakh. 
Pedrotti lavorò a lungo con le migliori orchestre cecoslovacche. Dal 1950 al 1972 fu spesso direttore ospite dell'Orchestra Filarmonica Ceca, dell'Orchestra Sinfonica di Praga, dell'Orchestra Filarmonica Slovacca e dell'Orchestra di Radio Praga, con le quali realizzò eccezionali esecuzioni e registrazioni, in particolare più di venti prime registrazioni cecoslovacche di opere di Brahms, Mahler, Ravel, Debussy, Palestrina, Vivaldi, Musorgsky, Respighi, Bartók, Stravinsky e altri. 
Il suo modo di lavorare con l'orchestra, così come la sua profonda penetrazione, l'immaginazione, il senso della struttura e del colore continuarono l'eredità di Václav Talich e svolsero un ruolo assai importante nello sviluppo della Filarmonica Ceca.
A lui è dedicato il Concorso Internazionale per direttori d'orchestra curato dalla Associazione Culturale Antonio Pedrotti di Trento.
Come compositore si è dedicato soprattutto alla musica corale ed in particolar modo all'elaborazione e all'armonizzazione di canti popolari della tradizione trentina; storica la sua collaborazione con il coro della SAT di Trento per il quale ha armonizzato ben quarantasette canti tra cui l'Inno al Trentino.